# Kilmallock
Kilmallock (en irlandès Cill Mocheallóg) és una vila d'Irlanda, al comtat de Limerick, a la província de Munster prop de la frontera amb comtat de Cork. Hi ha un convent dels dominics i el castell del rei (o el Castell del Rei Joan). Les restes de la muralla medieval que envoltava l'assentament són encara visibles. La línia ferroviària Dublín-Cork passa per la ciutat, però l'estació s'ha tancat. L'estació de tren més propera és a Charleville, a pocs quilòmetres al sud-oest de Kilmallock.

## Història

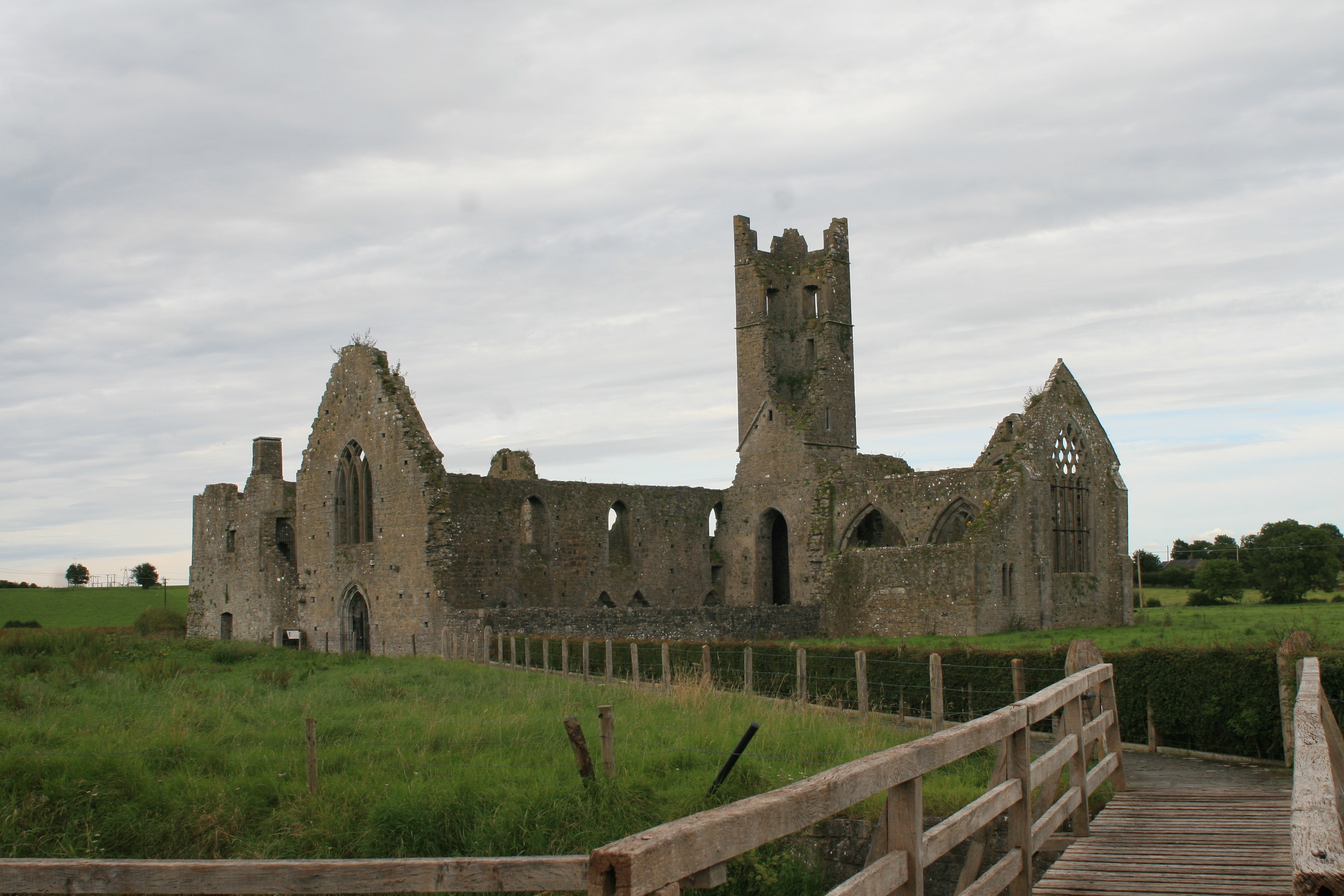
Convent de Kilmallock

Sant Mocheallóg va construir una església a la zona en el segle VI o VII, de manera que el nom de la vila deriva de l'irlandès Cill Mocheallóg que vol dir "l'església de Mocheallóg".
La ciutat era de considerable importància en l'últim període medieval, situant-se com una de les principals zones urbanes a la Irlanda del moment. Kilmallock es troba en una posició de certa importància estratègica, i, en conseqüència, la ciutat es va convertir en un objectiu freqüent en temps de guerra. En 1571, la ciutat va ser incendiada pels rebels comte de Desmond a les rebel·lions de Desmond. Setanta anys més tard, durant les Guerres confederades d'Irlanda, el priorat dominic de Kilmallock va ser atacat i destruït per un exèrcit parlamentari dirigit pel comte d'Inchiquin en 1648. Les seves ruïnes són l'indret històric més conegut de Kilmallock. El cementiri de la localitat és el lloc d'enterrament del cèlebre poeta del segle xviii Andrias Mac Craith, més conegut com a An Mangaire Súgach, el seu poema més famós és Slán le Máigh, una cançó en lloança a la vall de Maigue quan en va ser exiliat temporalment. La casa on va morir segueix en peu a la part inferior del carrer Wolfe Tone, prop del riu Loobagh. La casa coneguda com a Tigh An Fhile compta amb panells informatius sobre el poeta a la porta. La ciutat també compta amb un petit museu que representa el passat històric d'aquesta altre temps gran ciutat fortalesa geraldina. Es troba en el camí cap al priorat dominic.
Durant la batalla de Killmallock de juliol de 1922 el poble va veure uns lluita aferrissada en el curs de la Guerra Civil Irlandesa quan fou capturada per les forces anti-Tractat dirigides per Liam Deasy i, finalment recuperada per les tropes de l'Estat Lliure d'Irlanda dirigides per Eoin O'Duffy, fet que va contribuir a la dissolució de l'efímera República de Munster.
Com a part d'una campanya sectària de curta durada al juliol de 1935 uns incendiaris van cremar l'Església d'Irlanda construïda a la vila, causant danys per milers de lliures.